# Traité d'York
Le traité d'York est un traité signé en 1237 entre le roi d'Angleterre Henri III et le roi d'Écosse Alexandre II à York, dans le Nord de l'Angleterre. Par ce traité, Alexandre renonce à ses prétentions sur les comtés anglais du Northumberland, du Cumberland et du Westmorland en échange de fiefs dans ces mêmes comtés.

## Contexte

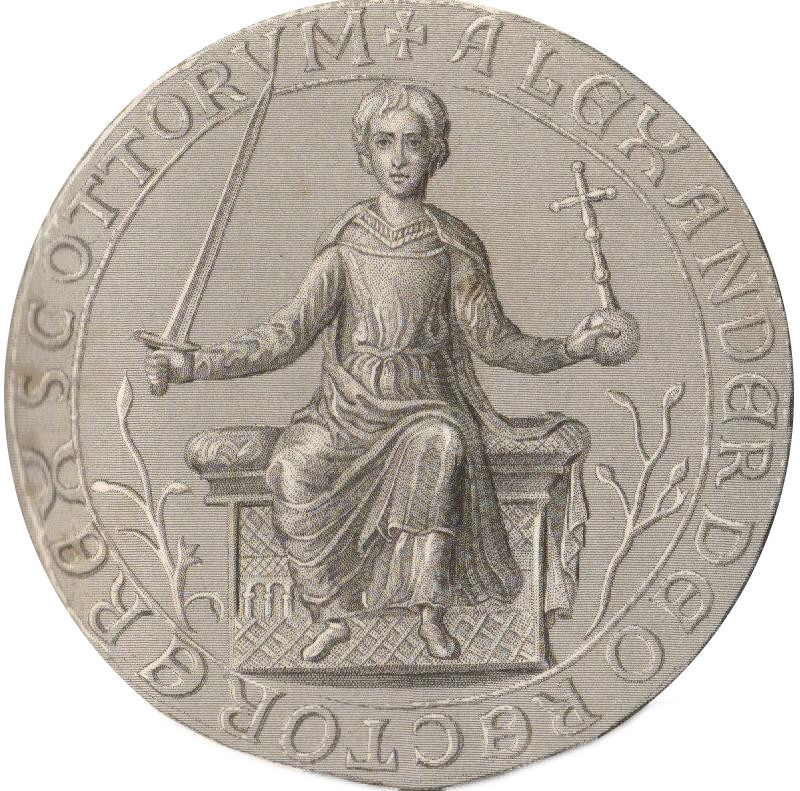
Le grand sceau d'Alexandre II.

Les relations entre l'Angleterre et l'Écosse au début du XIIIe siècle sont complexes. Les rois anglais considèrent l'Écosse comme un de leurs fiefs depuis le traité de Falaise de 1174, par lequel Henri II force Guillaume le Lion (qui est alors son prisonnier) à se reconnaître comme son vassal. Bien que Guillaume ait racheté son indépendance pour la somme de 100 000 livres en 1189, les prétentions anglaises à la suzeraineté sur l'Écosse ne disparaissent pas pour autant. Le fait que les rois écossais détiennent des fiefs dans le Nord de l'Angleterre, notamment les comtés de Northampton et de Huntingdon, complique également les relations entre les deux souverains,.
Alexandre II, qui monte sur le trône écossais en 1214, tente de profiter de la révolte des barons anglais contre le roi Jean sans Terre après la répudiation de la Magna Carta pour prendre le contrôle des trois comtés anglais les plus au nord (le Northumberland, le Cumberland et le Westmorland), sur lesquels il estime avoir des droits. En septembre 1216, il prête serment de vassalité au prétendant Louis de France pour ces trois comtés, bien qu'il ne les contrôle pas totalement. Le sort de la guerre bascule à la mort de Jean, en 1216 : les barons anglais rallient son fils mineur Henri III et désertent la cause de Louis. Alexandre accepte de conclure la paix et de rendre ses conquêtes l'année suivante.
Les deux monarques entretiennent des relations cordiales par la suite, comme l'illustrent les mariages conclus en 1221 entre Alexandre et Jeanne, la sœur du roi d'Angleterre, d'une part, et Marguerite, la sœur d'Alexandre, avec Hubert de Burgh, l'un des principaux conseillers d'Henri, d'autre part. Alexandre continue cependant à mettre en avant ses droits sur les trois comtés anglais.

## Le traité

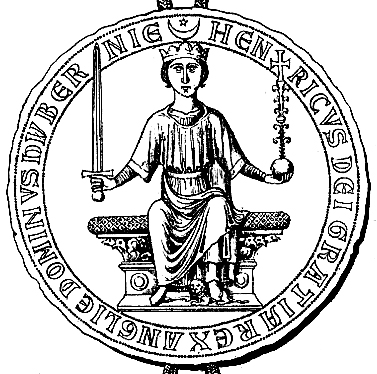
Le grand sceau d'Henri III.

Alexandre et Henri finissent par se mettre d'accord lors d'une entrevue à Newcastle en 1236, puis à York l'année suivante, la seconde en présence du légat pontifical Oddone de Monferrato. Le traité d'York est signé le 25 septembre 1237. Il stipule que le roi d'Écosse abandonne ses revendications sur le Northumberland, le Cumberland et le Westmorland, renonce au remboursement de la somme de 15 000 livres versée par son père au roi Jean en 1209, et abandonne les projets de mariage de ses sœurs. En échange, il reçoit des fiefs dans le Cumberland et le Northumberland d'une valeur de 200 livres qui viennent consolider ceux qu'il possède déjà. Ce traité élimine plusieurs points de contention entre les deux royaumes, ce qui améliore les relations entre les deux rois, même si la menace d'une guerre reste toujours présente.
Ce traité est parfois considéré comme ayant fixé la frontière anglo-écossaise entre le Solway Firth et l'embouchure de la Tweed à l'est. En réalité, il ne concerne que les relations entre les deux souverains et pas la frontière entre leurs royaumes ; de fait, il ne mentionne même pas le royaume d'Écosse.